# 이용이
이용이(한국 한자: 李龍伊,, 1958년 7월 30일 ~ )는 대한민국의 배우이다.

## 이력
- 1978년 북아메리카 미국으로 이민 하고 이주 하고 미국 로스엔젤레스 연극배우 데뷔 하였다.
- 1979년 아시아 대한민국 서울특별시로 돌아온뒤 연극 《깨어진 항아리》로 연극배우 첫 데뷔 이전하여 데뷔하였다.
- 1979년 서울특별시 극단 민예 단원
- 1986년 극단 미추 단원
- 1998년 극단 현빈 창단 (2004년~ 대표)
- 1995년 제19회 서울연극제 연기상
- 1999년 제4회 히서연극상
- 중요무형문화제 제 57호 경기민요 이수자

## 학력
- 서울예술전문대학 연극과 전문학사 (졸업)

## 출연작

### 드라마
- 2002년 《순수청년 박종철》 ... 종철의 어머니 역
- 2002년 《야인시대》
- 2004년 《사랑한다 말해줘》 ... 주지스님 역
- 2004년~2005년 《왕꽃 선녀님》 ... 부용화의 신어머니 역
- 2007년 《뉴하트》 ... 환자 역 (특별출연)
- 2009년 《남자 이야기》... 경아 모 역
- 2009년 《천사의 유혹》 ... 보육원 원장 역
- 2012년 《신사의 품격》 ... 이미경 역
- 2012년 《아랑사또전》 ... 이서림의 참모 역
- 2012년 《아름다운 그대에게》 ... 차은결의 할머니 역
- 2013년 《총리와 나》 ... 이달자 역
- 2013년 《맏이》 ... 마을구장 부인 역 (특별출연)
- 2014년 《너희들은 포위됐다》 ... 포장마차 주인 역 (특별출연)
- 2014년 《끝없는 사랑》 ... 안씨 역
- 2014년 《스웨덴 세탁소》 ... 할머니 역
- 2014년 《천국의 눈물》 ... 윤은자 역
- 2015년 《맨도롱 또똣》 ... 노복녀 역
- 2015년 《나의 판타스틱한 장례식》 ... 위층 할머니 역
- 2015년 《엄마니까 괜찮아》 ... 차예순 역
- 2015년 《풍선껌》 ... 환자 역
- 2015년 《달콤살벌 패밀리》
- 2016년 《동네변호사 조들호》 ... 말숙 역
- 2016년 《함부로 애틋하게》
- 2016년 《혼술남녀》 ... 민진웅의 어머니 김미경 역
- 2016년 《낭만닥터 김사부》 ... 농약을 마시고 들어온 환자의 어머니 역
- 2017년 《완벽한 아내》 ... 구정희의 어머니 역
- 2017년 《화유기》 ... 진선미의 외할머니 역
- 2018년 《내일도 맑음》 ... 황동석의 어머니 역
- 2018년 《하나뿐인 내편》 ... 금옥 역
- 2018년 《오늘의 탐정》 ...  선우혜의 엄마 역
- 2019년 《초콜릿》 ... 숙자 할머니 역
- 2021년 《갯마을 차차차》 ... 이맏이 역
- 2021년~2022년 《너의 밤이 되어줄게》 ... 초롱 역
- 2022년 《법대로 사랑하라》 ... 김민규의 할머니 역
- 2023년 《악귀》 … 박 씨 할머니 역
- 2023년 《남남》 … 정은심 역
- 2024년 《종말의 바보》 … 윤상 할머니 역(특별 출연)

### 영화
- 1993년 《그 섬에 가고 싶다》
- 1997년 《바리케이드》 ... 어머니 역
- 1998년 《현빈 (영화)》
- 2000년 《봉자》 ... 김밥집 여사장 역
- 2002년 《묻지마 패밀리》 ... <내 나이키> 어머니 역
- 2004년 《신부수업》 ... 수퍼 할머니 역
- 2005년 《간 큰 가족》 ... 순임 역
- 2005년 《웰컴 투 동막골》 ... 노모 역
- 2005년 《박수칠 때 떠나라》 ... 무당 역
- 2006년 《우아한 세계》 ... 고장집 할머니 역
- 2006년 《아들의 것》 ... 할머니 역
- 2006년 《거룩한 계보》 ... 치성 모 역
- 2007년 《1번가의 기적》 ... 선주 모 역
- 2007년 《궁녀》 ... 천상궁 역
- 2007년 《바르게 살자》 ... 도만 모 역
- 2008년 《어린왕자》 ... 원장수녀님 역
- 2008년 《울학교 이티》 ... 은실 모 역
- 2008년 《용기가 필요해》
- 2008년 《동행》 ... 어머니 역
- 2008년 《문디》 ... 엄마 역
- 2009년 《굿모닝 프레지던트》 ... 노모 역
- 2009년 《작전》 ... 현수 모 역
- 2009년 《청담보살》 ... 승원 모 역
- 2009년 《내 눈에 콩깍지》 ... 소중 모 역
- 2010년 《소와 함께 여행하는 법》 ... 선호 모친 역
- 2011년 《로맨틱 헤븐》 ... 노인 김분 역
- 2011년 《Mr. 아이돌》 ... 리키 모 역
- 2011년 《기타가 웃는다》 ... 이갑순 역
- 2011년 《밥,상》 ... 어머니 역
- 2013년 《더 파이브》 ... 정하 모 역 (특별출연)
- 2013년 《완전 소중한 사랑》 ... 사랑 할머니 역
- 2014년 《더 테너 리리코 스핀토》 ... 배재철 어머니 역
- 2015년 《쎄시봉》 ... 근태 고모 역
- 2015년 《소금별》
- 2015년 《물물교환》
- 2016년 《미씽: 사라진 여자》 ... 간병인 할머니 역
- 2017년 《조작된 도시》 ... 소현정 모 (목소리) 역
- 2017년 《택시운전사》 ... 홍용표 모 역
- 2018년 《허스토리》 ... 유소득 할머니 역
- 2018년 《속닥속닥》
- 2019년 《배심원들》 ... 강두식 모 역
- 2019년 《우리 지금 만나》 ... 여보세요 - 영신 역
- 2019년 《롱 리브 더 킹: 목포 영웅》 ... 목포식당 주인할매 역 (특별출연)
- 2019년 《감쪽같은 그녀》 ... 타짜할매 역
- 2020년 《내가 죽던 날》 ... 황씨할머니 역
- 2021년 《천사는 바이러스》 ... 무릎할매 역
- 2024년 《소풍》 ... 고맹희 역
- 2024년 《소방관》 ... 용태 모 역 (특별출연)
- 2025년 《좀비딸》

### 연극
- 1993년 《탈속》
- 1996년 《그 여자의 소설》
- 1997년 《택시 드리벌》
- 1998년 《선택》
- 1999년 《아름다운 사인》
- 1999년 《키 큰 세 여자》
- 2000년 《소나무집 여인아》
- 2002년 《웰컴 투 동막골》
- 2009년 《친정엄마와 2박3일》
- 2011년 《세상에서 가장 아름다운 이별》 ... 상주댁 역
- 2014년 《어멍의 바다》
- 2016년 《웃어요 덕구씨》 ... 아내 역